# الخلل (ماوية)

تعديل مصدري - تعديل

الخلل هي إحدى قرى مديرية ماوية بمحافظة تعز اليمنية، بلغ تعداد سكانها 665 نسمة حسب التعداد السكاني في اليمن في 2004.

## روابط خارجية
- الجهاز المركزي للإحصاء بالجمهورية اليمنية
- المركز الوطني للمعلومات باليمن